# Охристоглаво кълвачово папагалче
Охристоглавото кълвачово папагалче (Micropsitta pusio) е вид птица от семейство Psittaculidae.

## Разпространение и местообитание
Разпространен е в Индонезия и Папуа Нова Гвинея.